# Charles Roels-Dammekens
Charles Franciscus Roels-Dammekens (Destelbergen, 15 februari 1792 - Lokeren, 12 augustus 1864) was een Belgisch liberaal politicus en burgemeester.

## Levensloop
Roels was handelaar en werd schepen en burgemeester in Lokeren. Hij was tevens liberaal provincieraadslid.